# 北极镇 (彬州市)
北极镇，是中华人民共和国陕西省咸陽市彬州市下辖的一个乡镇级行政单位。

## 行政区划
北极镇下辖以下地区：
六甲村、七甲村、八甲村、黄畔村、雅店村、石庄子村、北峪村、后玉村、计家湾村、东秦村、衡家那村、衡家坳村、龙门村、里村、旺安村、沟老头村、史家河村、新杏村、西坡村、曹村、红崖村、白保村、郭家庄村、石牛村、湾里村、龙源村、林家河村、文家坡村、贺家村、票村、程家咀村和甘津头村。